# Gideon Sundbäck

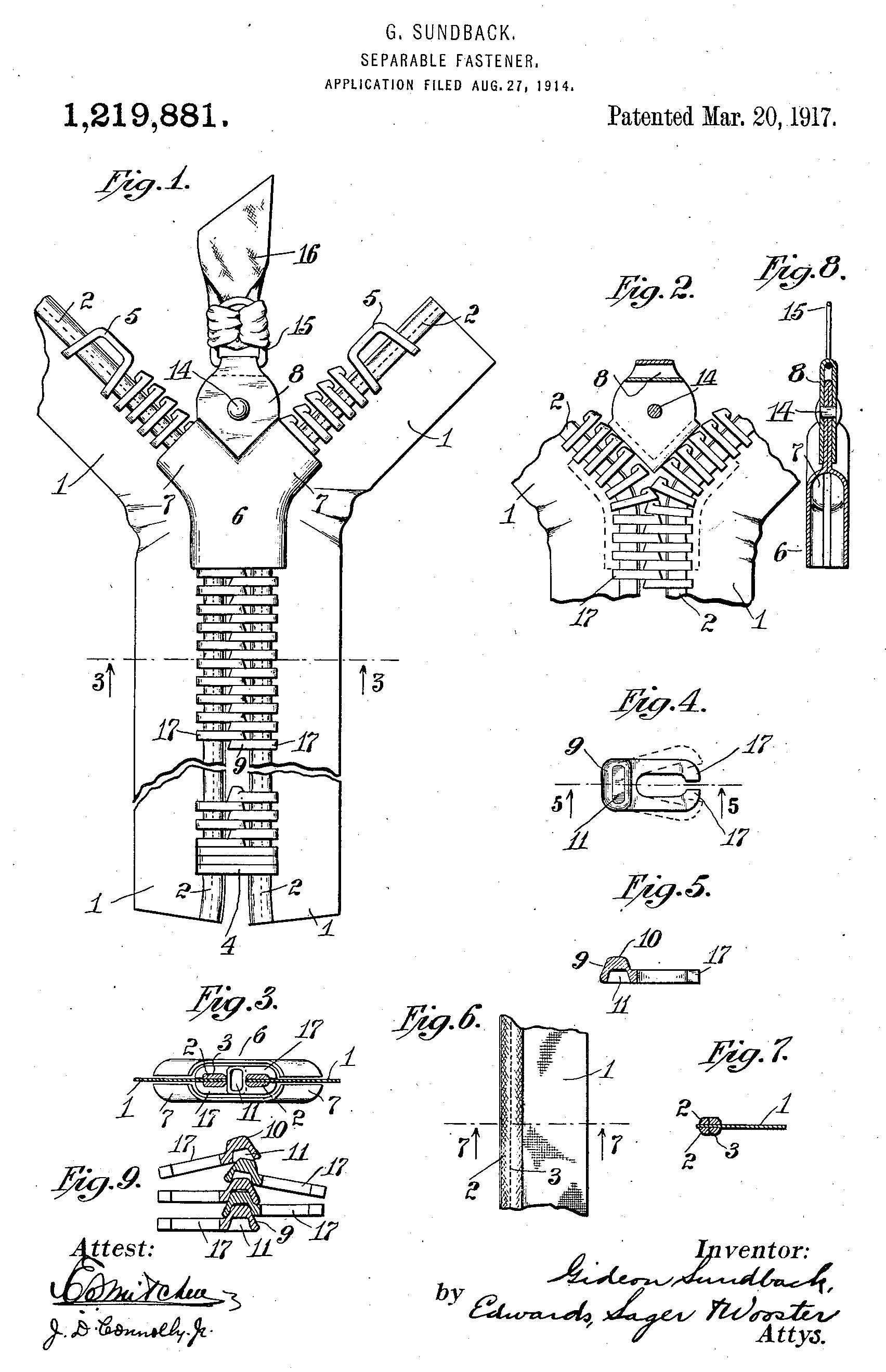
A Sundbäck által továbbfejlesztett cipzár szabadalmi rajza

Gideon Sundbäck (Jönköping, Svédország, 1880. április 24. – Meadville, Pennsylvania, 1954. június 21.) svéd-amerikai mérnök, aki Whitcomb L. Judson cipzárját fejlesztette és tökéletesítette az által, hogy megalkotta a nyitást és zárást végrehajtó kocsit.

## Élete
1880-ban született a svédországi Ödestugában. Először Németországba költözött és ott folytatott felsőfokú műszaki tanulmányokat Bingen am Rheinban, majd 1903-ban vizsgázott mint mérnök. 1905-ben az Amerikai Egyesült Államokba emigrált, és a pittsburghi Westinghouse Electric and Manufacturing vállalatnál dolgozott. Egy évvel később a hobokeni Universal Fastener cég alkalmazta és 1909-ben már a cég vezető tervezője volt. Később Kanadába költözött, azonban amerikai állampolgárságát megtartotta. A Lightning Fastener vállalat elnöke lett Ontarióban, ahol az első korai cipzárak készültek.

## A cipzár
1914-ben szabadalmaztatták, de az igazi első nagy sikert az Amerikai Egyesült Államok Haditengerészetének hatalmas megrendelése jelentette, amikor 1918-ban a tengerészek ruházatát ilyen záródással látták el. Célszerűségénél fogva a cipzár a polgári életben is igen hamar nagy népszerűségre tett szert.
A „cipzár” (angolul: zipper) nevet B.F. Goodrich találta ki 1923-ban. Az cipzár elődjének számító Elias Howe-féle új találmány technikai neve „Automatic Continuous Clothing Closure/Clasp Locking Device” (automatikus folyamatos ruházati bezáró/kapcsos záróeszköz) volt. Később 1913-ban a „Hookless Fastener”-re (horogmentes rögzítő) rövidítették és 1917-ben „Separable Fastener” (szétválasztható rögzítő) megnevezést használták.
A praktikus eszköz kezdetben csak munka- és katonaruhákon, valamint cipőkön, de az 1940-es években a divatszektorban is egyre népszerűbb lett. Madame Schiaparelli olasz-francia divattervező volt az első, aki jól látható, színes cipzárakat kezdett használni az 1930-as években.

## Szabadalom

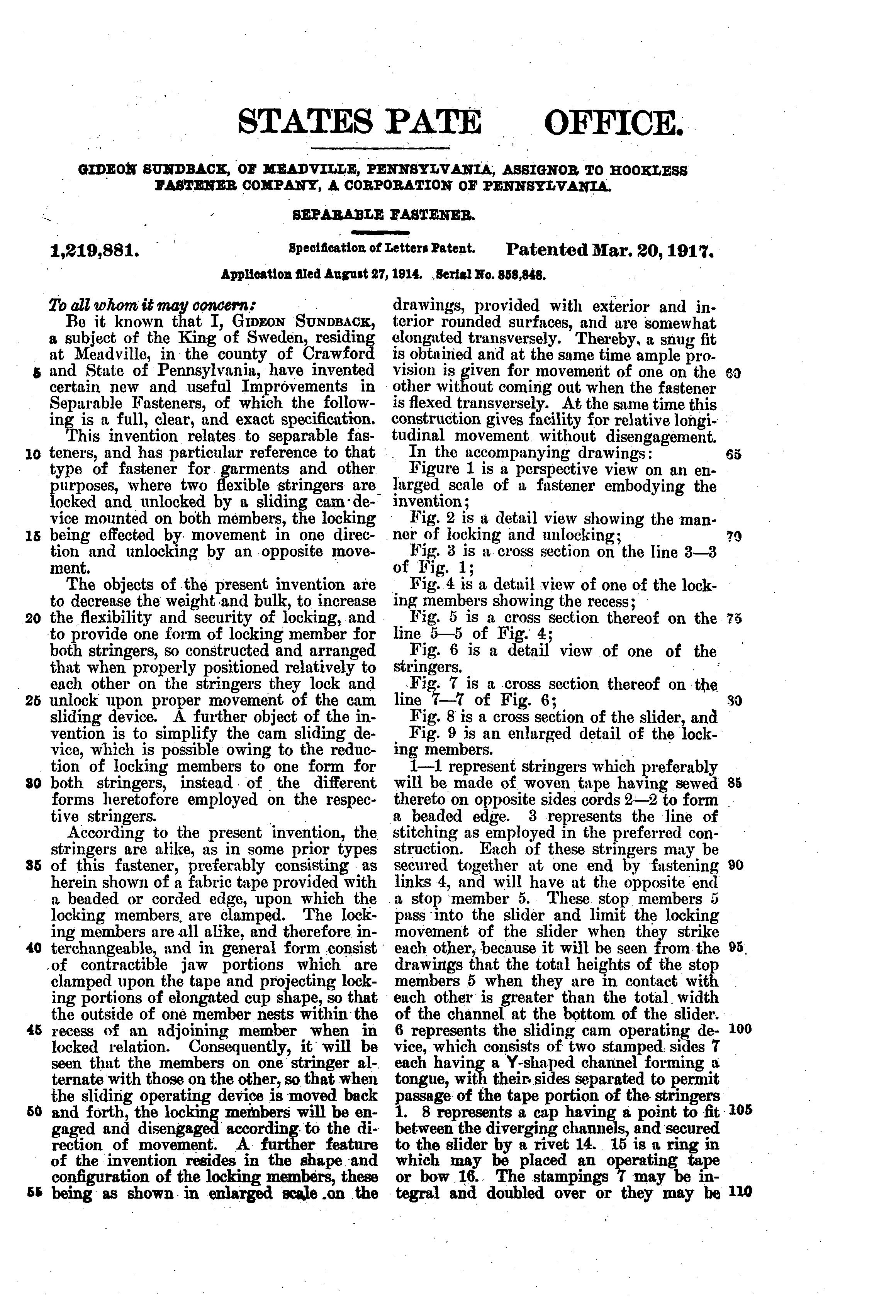
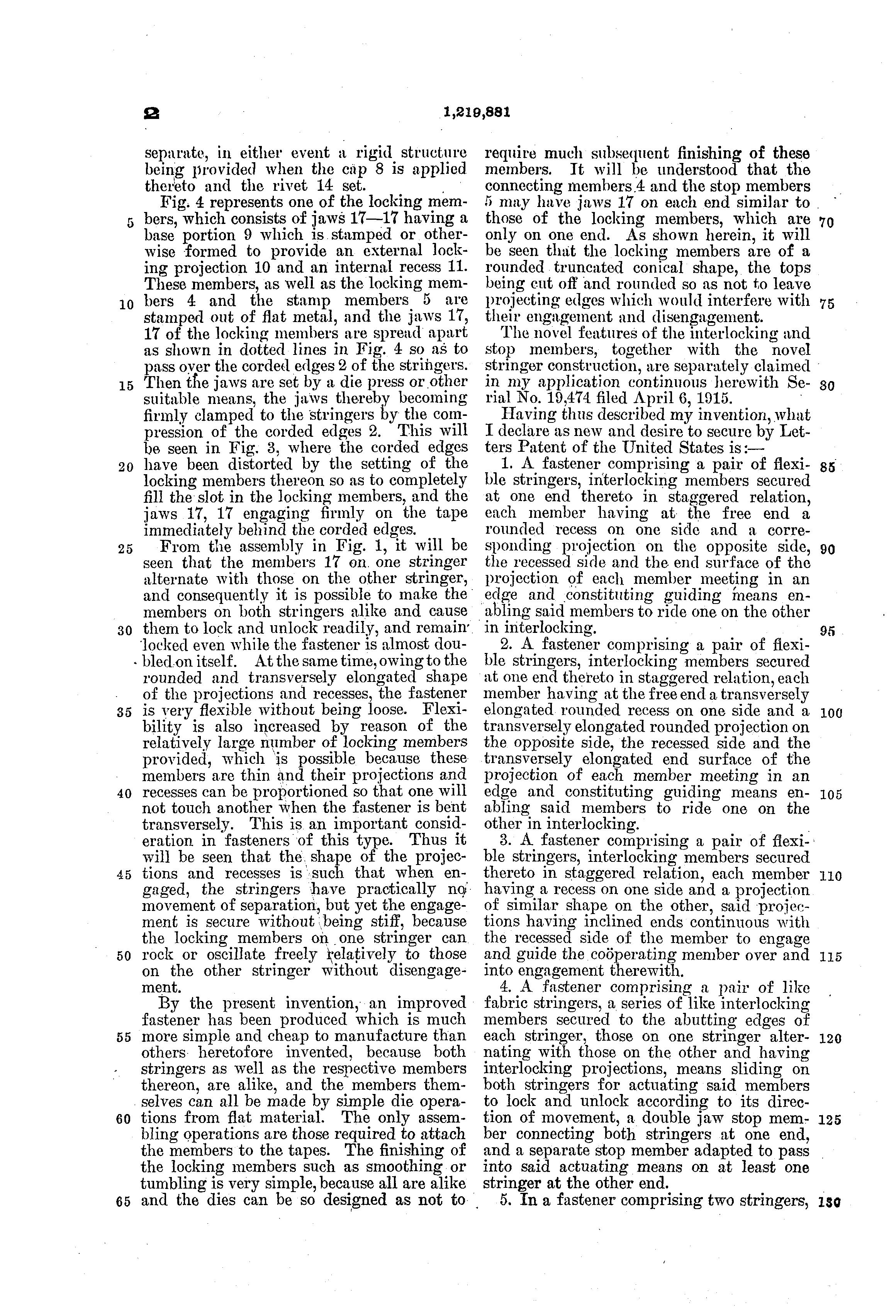
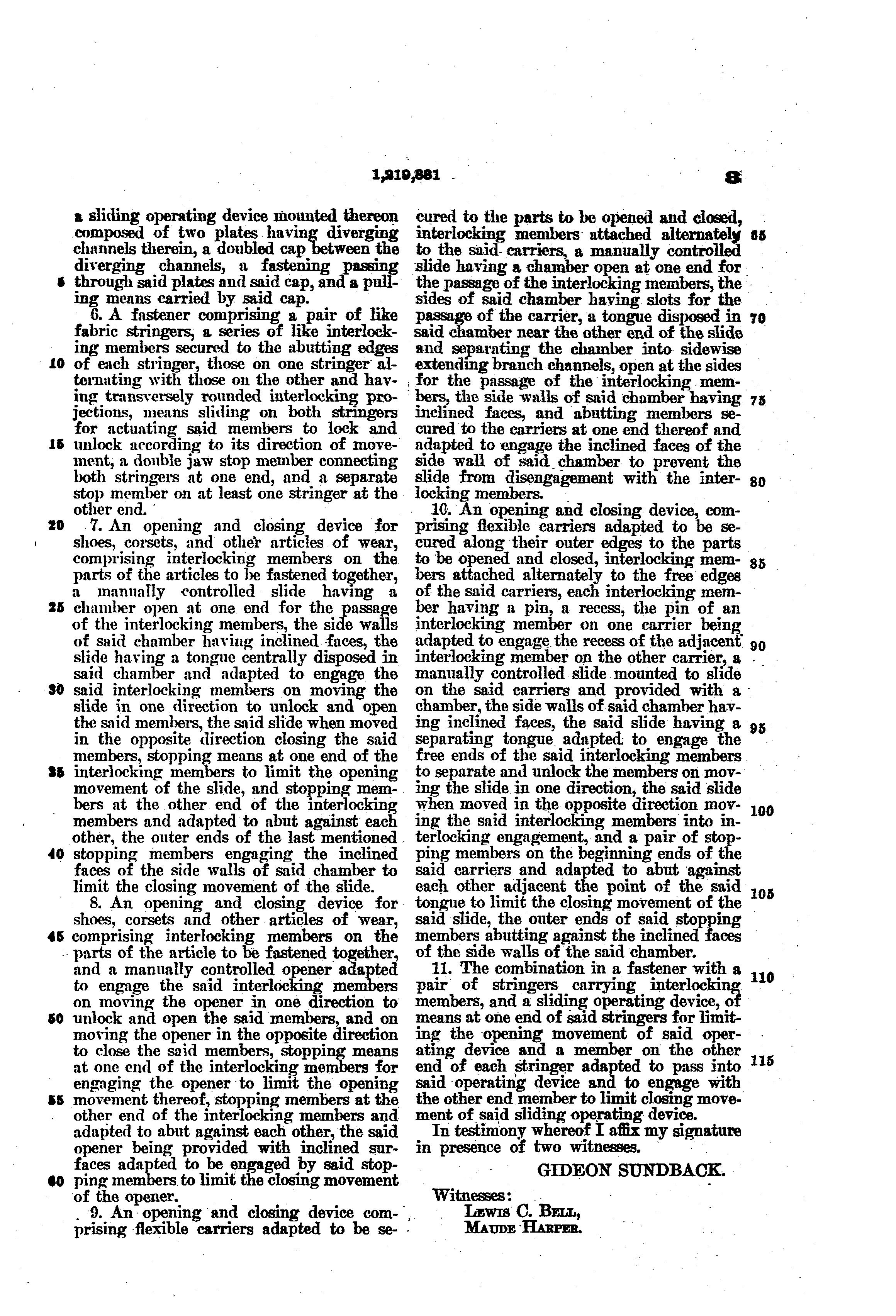
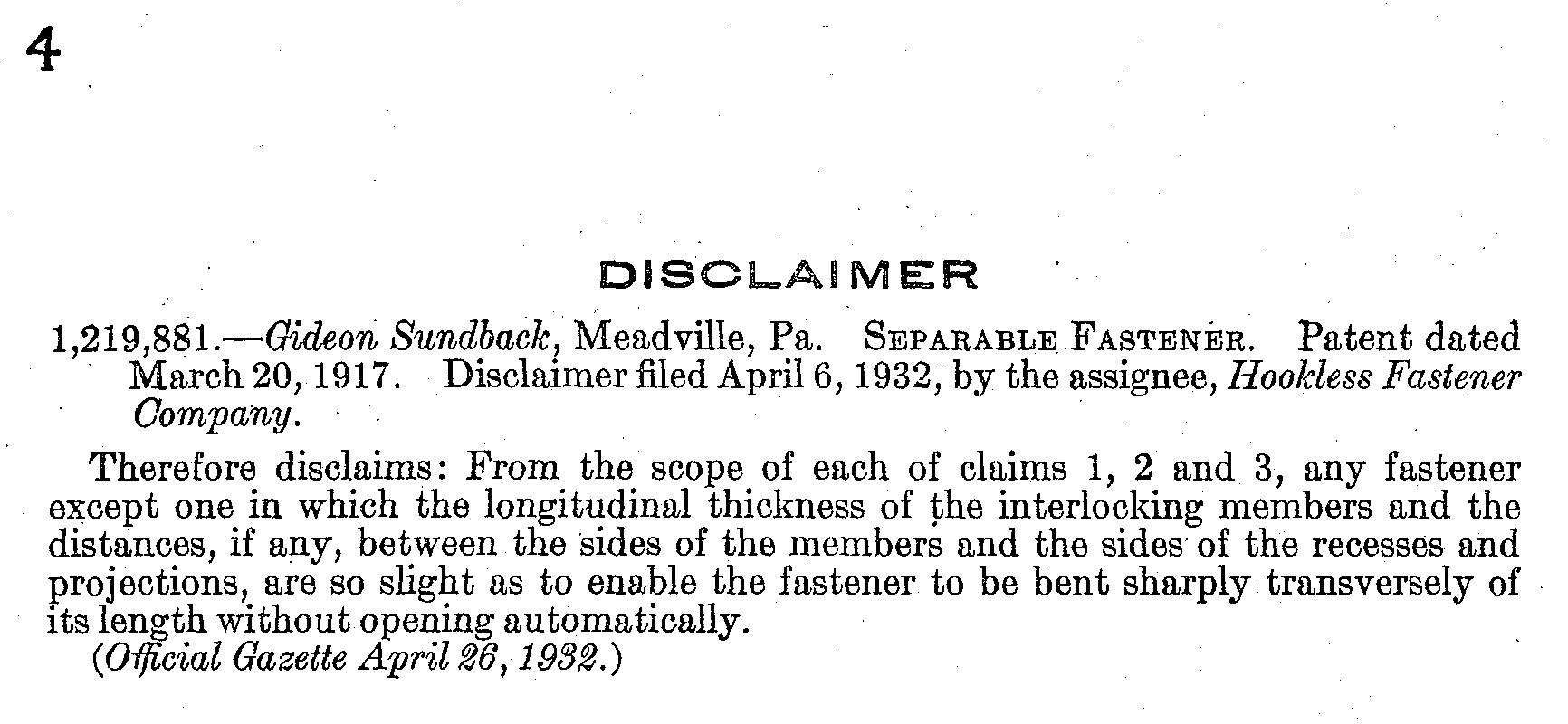

Az USA 1,219,881 számú szabadalma: